# Ранг, Генри
Генри Ранг (рум. Henri Rang; 8 июня 1902, Лугож, Транслейтания — 25 декабря 1946) — румынский военный, призёр Олимпийских игр.
Родился в Лугоже, закончил офицерское кавалерийское училище в Тырговиште, после этого служил в различных кавалерийских частях. В 1930-х годах представлял Румынию на различных международных конных соревнованиях, в 1936 году на Олимпийских играх в Берлине завоевал серебряную медаль в личном первенстве в конкуре.